# Adrian Inimăroiu
Adrian Inimăroiu (n. 3 mai 1965, Beiuș, Bihor, România) este un politician român, fost primar al Sectorului 4 din București, din partea PNL în perioada 2004-2008. Acesta a câștigat alegerile în turul al II-lea cu peste 60% din voturi. Ca primar, a implementat primul proiect urbanistic integrat din Sectorul 4, realizând lucrări în valoare de peste 80 de milioane de euro.

## Educație
Adrian Inimăroiu s-a născut pe 3 mai 1965, în orașul Beiuș, județul Bihor. Este absolvent al Colegiului Național „Spiru Haret” din București și licențiat al Universității de Medicină și Farmacie Carol Davila din București, Facultatea de Stomatologie. Este posesor al Dreptului de liberă practică medicală, acordat de către Ministerul Sănătății din România și inițiator al cursului “Gestiunea Spitalelor”.
După terminarea facultății, a absolvit studii postuniversitare în Management și Marketing în cadrul Academiei de Studii Economice București.

## Activitate politică și profesională
Adrian Inimăroiu este membru PNL din anul 1990, fiind posesor al legitimației cu numărul 65. Acesta a fost un apropiat al fostului președinte PNL, Radu Câmpeanu, pe care l-a protejat în timpul Mineriadei din iunie 1990. 

”Iată cum a fost: am avut norocul să fiu iubit de studenți și fostul primar al Sectorului 4,  Adrian Inimăroiu, student fiind și tânăr pe atunci, s-a oferit să vină să stea la mine acasă, în Dorobanți, să păzească apartamentul până mi-au trimis de la Interne un colonel.”

În perioada 1995 - 1997 a fost vicepreședinte, apoi președinte al Organizației de Tineret a PNL Sector 4. Ulterior, din 1997 până în 2006 a fost președinte al Organizatiei PNL Sector 4, ocupând de asemenea pozițiile de coordonator PNL pe proiecte SAPARD, presedinte al Comisiei de finantari externe a PNL și co-președinte al Alianței Dreptate și Adevăr Sector 4. În 2004, la numai 39 de ani, a fost ales primar al Sectorului 4 din București, cu peste 60% din voturile exprimate în turul al II-lea.
Principalul său proiect în calitate de primar a fost realizarea Planului Urbanistic Integrat, o investiție de peste 80 de milioane de euro în Sectorul 4. Acesta a presupus realizarea simultană a 1354 de proiecte, între care s-au regăsit crearea a 22.000 de noi locuri de parcare, reabilitarea a 470 de străzi, amenajarea a 121 de locuri de joacă și 250 de zone de recreere.

## Controverse
În februarie 2006, Adrian Inimăroiu era cercetat penal pentru că ar fi subevaluat, la privatizare, câteva spații comerciale din Târgul Aleea cu Castani.
În februarie 2011, după 5 ani de procese, Adrian Inimăroiu a fost achitat definitiv și irevocabil de către Curtea de Apel Brașov, după ce alte două instanțe (Judecătoria Brașov și Tribunalul Brașov) au dispus achitarea acestuia. Presa a notat faptul că dosarul a fost o ”înscenare a procurorilor”, menită să îl compromită pe fostul primar:

”Adrian Inimăroiu a intrat in conflict cu mafia piețelor din Sectorul 4, după ce a refuzat să scoată la vânzare, piețele de sector (...) a fost catalogat drept „primarul penal”, fiind trimis apoi în judecată, compromis mediatic. (...) Iată, prin urmare, filmul unei înscenări judiciare prin care un primar PNL a fost mai întâi compromis mediatic, eliminat apoi din partid ca urmare a inculpării nedrepte cu consecința pierderii alegerilor pentru un al doilea mandat de primar, harțuit mai bine de cinci ani în procese cu sechestre asupra averii, pentru ca în final, după ce a fost achitat în toate instanțele, nimeni să nu plătească!”

## Vezi și
- Lista primarilor sectoarelor bucureștene după 1989